# Dysschema dissimulans
Dysschema dissimulans là một loài bướm đêm thuộc phân họ Arctiinae, họ Erebidae.